# FV-50
De FV-50 is een secundaire verkeersweg op het Spaanse eiland Fuerteventura. De weg loopt vanaf de FV-2 naar Antigua in het binnenland. 